# 戸松拳也
戸松 拳也（とまつ けんや、1月12日 - ）は、日本の男性声優。埼玉県出身。フリー。

## 略歴
専修大学文学部、青二塾東京校36期卒業。
2016年4月から2019年9月までは青二プロダクションに所属していたが、2019年10月1日よりフリー。同日よりYouTubeにチャンネルを開設し、動画投稿を始める。

## 人物
趣味には落語鑑賞、現代美術鑑賞、描画、ゲーム、ギター演奏、読書、バスケットボールをそれぞれ挙げている。特技には作詞、作曲、編曲、デスクトップミュージックをそれぞれ挙げている。

## 親族
叔母に声優の高橋美紀がいる。声優になろうと思ったきっかけは、高橋から声の表現のレッスンを受けたことと語っている。母は高橋の声優デビュー当時より、イベントやライブでの衣装制作やFC会報、CDジャケットなどのデザイン関係全般を担当しており、高橋が主宰する声の魔法館ヴア・シャルムでは宣伝美術も担当している戸松奈美子。いとこ（高橋の息子）にミュージシャンで元INFINITE-Areizのサポートメンバーの稲生将平がいる。

## 出演

### テレビアニメ
2016年
- マジきゅんっ!ルネッサンス（男子生徒）

2017年
- ドラゴンボール超（門下生、刺客）
- ONE PIECE（2017年 - 2019年、ジェルマ、ホーミーズ、木ホーミーズ、木、客 他）
- 捏造トラップ-NTR-（店員、客）

2018年
- パズドラクロス（SDF隊員）
- ちびまる子ちゃん（男子、男の子）
- あまんちゅ!〜あどばんす〜（受験生）
- ヤマノススメ サードシーズン（登山道の父親）
- バキ（客）
- 爆釣バーハンター（客）

2019年
- ドラえもん（テレビ朝日版第2期）（男(1)）

2020年
- アサティール 未来の昔ばなし（兵士、旅人、盗賊）
- テイルズ オブ クレストリア -咎ヲ背負いて彼は発つ-

### 劇場アニメ
- 劇場版 夏目友人帳 〜うつせみに結ぶ〜（2018年、小学生の先生）
- ドラゴンクエスト ユア・ストーリー（2019年）

### ゲーム
- 戦魂-SENTAMA-（2017年、宇喜多秀家[22]）
- 仮面ライダー クライマックスファイターズ / クライマックススクランブル ジオウ（2017年 - 2018年、仮面ライダーキバ） - 2作品
- 北斗が如く（2018年）
- Air Missions: HIND（2020年、ガンナー）
- 霧の森（時期未定、シェル[23]）

### ラジオドラマ
- 青山二丁目劇場
  - ザンネンな諸人こぞりて
  - 自分さらい

### テレビドラマ
- ドラマスペシャル 忘却のサチコ（2018年、声の出演）

### その他コンテンツ
- 戸松拳也の夕方六時にハナスハナシ（SHOWROOM）
- とまおちゃんねる（YouTube）
- ボイスコミック「美醜の大地〜復讐のために顔を捨てた女〜」（2022年、白川清二郎）